# Trofeo Vieri Lasinio Di Castelvero
Trofeo Vieri Lasinio Di Castelvero es el nombre del trofeo que se entrega al patrón ganador del campeonato del mundo juvenil de la clase internacional Snipe de vela. Se disputa desde 1973 y actualmente se celebra cada dos años. En 2021 tuvo que aplazarse a 2022 debido a la pandemia de COVID-19.
Los dos miembros del equipo, tanto patrón como tripulante, han de ser menores de 22 años el año en que se celebra la competición.
El secretario nacional del país que organiza el campeonato se responsabiliza de la custodia y conservación del mismo, así como de enviarlo debidamente embalado al lugar designado para el siguiente campeonato. El año, nombre del patrón y del tripulante ganadores, su flota y su país, han de ser grabados de forma uniforme en el trofeo a costa del ganador. El trofeo es propiedad de la SCIRA (Snipe Class International Racing Association).

## Palmarés
| Año  | Patrón & Proel                                              | Nación         |
| 1973 | Kimmo Suortti & Juha Hyttinen                               | Finlandia      |
| 1975 | Heikki Haimakaimen & Timo Karlsson                          | Finlandia      |
| 1976 | Torkel Borgstrom & Fernando Asad                            | Argentina      |
| 1978 | Torben Grael & Eduardo Mascarenhas                          | Brasil         |
| 1980 | Luis Martínez & Andrés Longarela                            | Argentina      |
| 1982 | Steve Bloemke & Gregg Morton                                | Estados Unidos |
| 1984 | Horacio Carabelli & Luis Chiapparo                          | Uruguay        |
| 1986 | Horacio Carabelli & Chris Schewe                            | Uruguay        |
| 1988 | Kenichi Nakamura & Sinichi Murata                           | Japón          |
| 1990 | Cristóbal Saubidet & Andrés Onis                            | Argentina      |
| 1992 | Fernando García-Lago Soler & Francisco G. Fraga             | España         |
| 1994 | Luis Calabrese & Jorge Engelhard                            | Argentina      |
| 1996 | André Otto da Fonseca & Pablo Furlan                        | Brasil         |
| 1997 | André Otto da Fonseca & Roberto Dias Paradeda               | Brasil         |
| 1999 | Lucas Gomes & Marcos Montanaro                              | Argentina      |
| 2001 | Raúl de Valenzuela & José Latorre Martínez                  | España         |
| 2003 | Mikee Anderson-Mitterling & Graham Biehl                    | Estados Unidos |
| 2005 | Victor H. Demaison & Mário Tinoco                           | Brasil         |
| 2007 | Mário Tinoco & Matheus Gonçalves                            | Brasil         |
| 2009 | Mário Tinoco & Matheus Gonçalves                            | Brasil         |
| 2011 | Álvaro Martínez Iribarne & Gabriel Mauricio Utrera Thompson | España         |
| 2013 | Lucas Mesquita & Douglas Gomm                               | Brasil         |
| 2015 | Antonio López Montoya & Gregorio Belmonte Cuenca            | España         |
| 2017 | Tiago Brito & Antônio Rosa                                  | Brasil         |
| 2019 | Gustavo Luis Abdulklech & Leonardo Motta                    | Brasil         |
| 2022 | Samuel Beneyto Lancho & Rafael Del Castillo Díaz            | España         |
| 2024 | Justin Callahan & Mitchell Callahan                         | Estados Unidos |